# Kadermühle
Kadermühle ist ein Ortsteil der Gemeinde Schmidgaden im Landkreis Schwandorf des Regierungsbezirks Oberpfalz im Freistaat Bayern.

## Geografie
Kadermühle liegt 3 Kilometer nördlich von Schmidgaden und 300 Meter nördlich der Bundesautobahn 6 am Ufer des Hüttenbaches. Der Hüttenbach ist 19,7 Kilometer lang und trägt die Gewässerkennzahl 14722. Er entspringt am Südwesthang des 667 Meter hohen Buchberges, fließt in Richtung Südosten und mündet bei Schwarzenfeld in die Naab. 400 Meter südwestlich von Kadermühle mündet der Krumbach in den Hüttenbach. Die Umgebung von Kadermühle ist von Quellen und Bächen geprägt, deren Wasser in zahlreichen Fischweihern genutzt wird.

## Geschichte
Eine Mühle zu Inzendorf wird bereits im 16. Jahrhundert erwähnt. Namentlich wird Kadermühle (auch: Kadenmühl) 1808 als Mühle zu Inzendorf gehörig aufgeführt. 1808 gab es in Inzendorf 7 Anwesen, ein Hirtenhaus und eine Mühle (Kadermühle) mit 2 Gängen, Inhaber Johannes Pürner.
1808 begann in Folge des Organischen Ediktes des Innenministers Maximilian von Montgelas in Bayern die Bildung von Gemeinden. Dabei wurde das Landgericht Nabburg zunächst in landgerichtische Obmannschaften geteilt. Kadermühle kam zur Obmannschaft Rottendorf. Zur Obmannschaft Rottendorf gehörten: Rottendorf, Hohersdorf, Legendorf, Inzendorf, Kadermühle und Grimmerthal.
Dann wurden 1811 in Bayern Steuerdistrikte gebildet. Dabei kam Kadermühle zum Steuerdistrikt Inzendorf. Der Steuerdistrikt Inzendorf bestand aus den Dörfern Inzendorf und Legendorf und der Einöde Kadermühle. Er hatte 18 Häuser, 134 Seelen, 150 Morgen Äcker, 50 Morgen Wiesen, 50 Morgen Holz, 2 Weiher, 15 Morgen öde Gründe und Wege, 2 Pferde, 36 Ochsen, 30 Kühe, 24 Stück Jungvieh, 40 Schafe und 20 Schweine.
Schließlich wurde 1818 mit dem Zweiten Gemeindeedikt die übertriebene Zentralisierung weitgehend rückgängig gemacht und es wurden relativ selbständige Landgemeinden mit eigenem Vermögen gebildet, über das sie frei verfügen konnten. Hierbei kam Kadermühle zur Ruralgemeinde Gösselsdorf. Die Gemeinde Gösselsdorf bestand aus den Ortschaften Gösselsdorf mit 16 Familien, Windpaißing mit 7 Familien, Götzendorf mit 5 Familien, Scharlmühle mit 2 Familien, Inzendorf mit 15 Familien, Legendorf mit 7 Familien und Kadermühle mit 2 Familien.
Nach dem Zweiten Weltkrieg wurde 1946 durch die Militärregierung die Gemeinde Gösselsdorf aufgelöst. Gösselsdorf und Inzendorf kamen an Rottendorf, Legendorf und Windpaißing kamen an Brudersdorf und Götzendorf kam zu Kemnath am Buchberg. Als 1948 den Bürgern die Möglichkeit gegeben wurde, die alte Gemeinde Gösselsdorf wiederherzustellen, wurde diese Gelegenheit sofort ergriffen und die Gemeinde Gösselsdorf erstand neu mit den Gemeindeteilen Gösselsdorf, Inzendorf, Kadermühle, Legendorf, Windpaißing, Kulm, Götzendorf.
Im Januar 1972 wurde die Gemeinde Gösselsdorf erneut auseinandergerissen. Gösselsdorf, Inzendorf, Kadermühle und Legendorf kamen zur Großgemeinde Schmidgaden, Windpaißing und Kulm zur Stadt Nabburg und Götzendorf zu Kemnath am Buchberg.
Kadermühle gehört zur Pfarrei Rottendorf im Dekanat Nabburg. 1997 gab es in Kadermühle 6 Katholiken.

## Einwohnerentwicklung ab 1819
| Jahr | Einwohner  | Gebäude |
| ---- | ---------- | ------- |
| 1819 | 2 Familien | k. A.   |
| 1828 | 11         | 1       |
| 1838 | 16         | 2       |
| 1864 | 18         | 2       |
| 1875 | 12         | 7       |
| 1885 | 10         | 2       |
| 1900 | 10         | 1       |
| 1913 | 8          | 1       |

| Jahr | Einwohner | Gebäude |
| ---- | --------- | ------- |
| 1925 | 11        | 1       |
| 1950 | 7         | 1       |
| 1961 | 6         | 1       |
| 1964 | 6         | 1       |
| 1970 | 5         | k. A.   |
| 1987 | 6         | 1       |
| 2011 | 5         | k. A.   |